# Chintalavalasa
Chintalavalasa é uma vila no distrito de Vizianagaram  , no estado indiano de Andhra Pradesh.

## Demografia
Segundo o censo de 2001, Chintalavalasa tinha uma população de 6421 habitantes. Os indivíduos do sexo masculino constituem 52% da população e os do sexo feminino 48%. Chintalavalasa tem uma taxa de literacia de 67%, superior à média nacional de 59,5%, sendo de 72% entre homens e 61% entre mulheres. 12% da população está abaixo dos 6 anos de idade.